# 필리프 옴네
필리프 옴네(프랑스어: Philippe Omnès, 1960년 8월 6일 ~ )는 프랑스의 펜싱 선수로 주 종목은 플뢰레이다. 1992년 하계 올림픽 개인전에서 금메달을 획득했고, 1984년 하계 올림픽 단체전에서 동메달을 획득했다.